# Браннер (озеро)
Браннер (англ. Lake Brunner) — озеро ледникового происхождения на Южном острове Новой Зеландии.
Расположено в северо-западной части острова, в 30 км к юго-востоку от города Греймут. На северном берегу расположен посёлок Мона.
Площадь зеркала — 40 км². Наибольшая глубина — 109 м. В озеро впадают река Грей. Сток осуществляется через реку Арнольд.
Является популярным местом рыбалки и отдыха среди туристов.